# Hippotion velox
Espèce
Hippotion velox est une espèce de lépidoptères de la famille des Sphingidae, de la sous-famille des Macroglossinae, de la tribu des Macroglossini et du genre Hippotion. 

## Description

### Imago
L'envergure varie de 54 à 76 mm. L’aspect est très variable en taille et en motif ; les marques du corps et des ailes sont souvent réduites avec un lavis rosé (forme rosea) ou presque totalement absent (forme swinhoei). Ceci explique la richesse en  synonymes pour cette espèce. La tête et le thorax sont brun verdâtre avec des stries latérales blanches.
La face dorsale est généralement similaire à celle d’Hippotion geryon mais la bande post-médiane pâle oblique se rétrécit et se crénule de haut en bas. La couleur de fond peut être gris-rose pâle, avec tous les éléments de motif faiblement visibles, à l'exception des première et deuxième lignes post-médianes brun foncé ou noires (forme rosea). Alternativement, le modèle de remontée jusqu'à la bande marginale peut être recouvert d'un gris pâle uniforme, seule la tache discale étant visible (forme swinhoei). Des intermédiaires entre ces trois formes existent également.
L'aile supérieure est généralement brun foncé avec une zone basale et tornale brun-verdâtre pâle et une bande postmédienne très peu développée. Cependant, le ton est très variable et lorsqu'il est plus pâle, une bande postmédiane distincte de couleur chamois ou légèrement rosée est visible.

Spécimens de la collection du muséum de Toulouse.
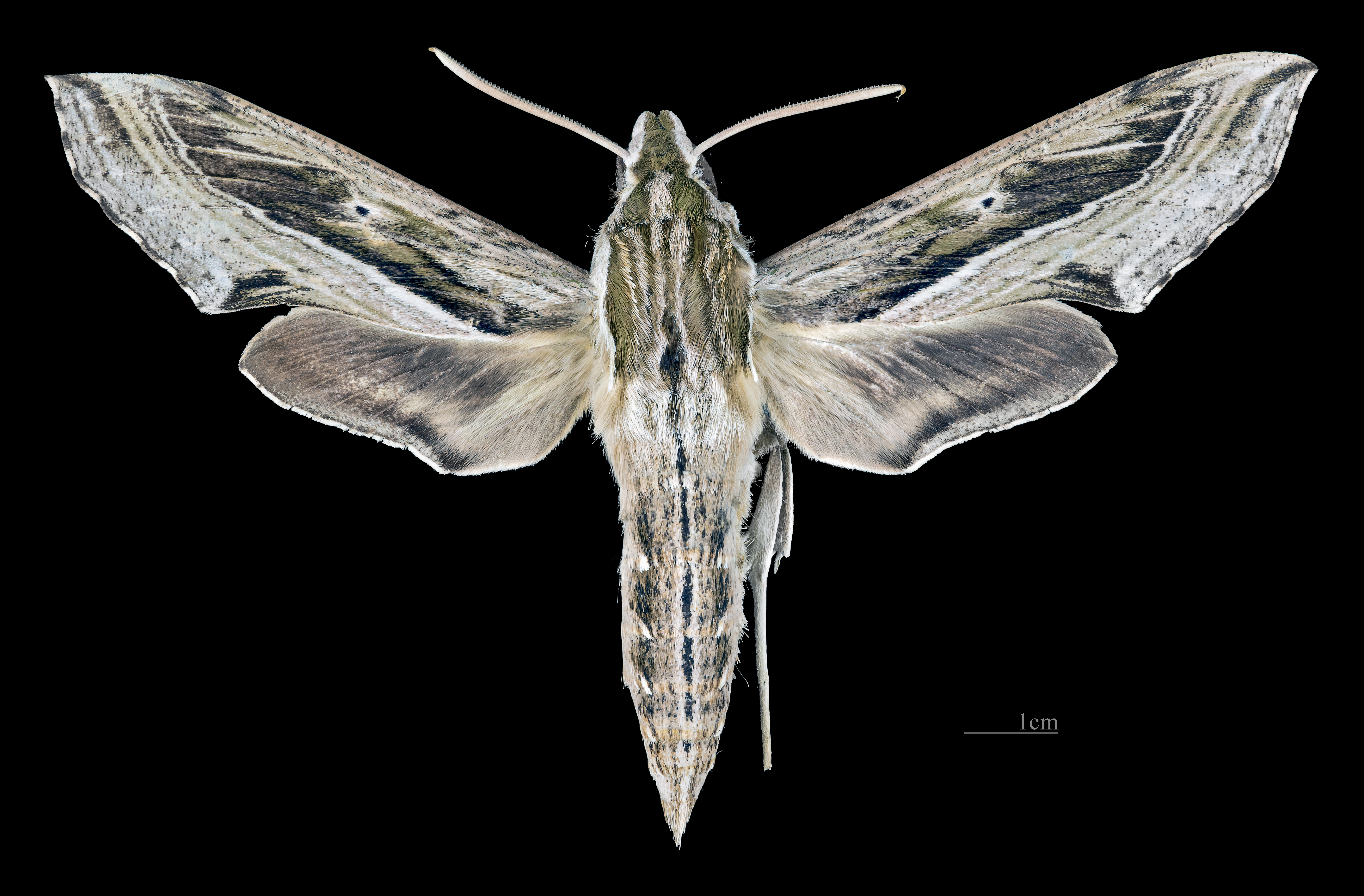
Apers du mâle.
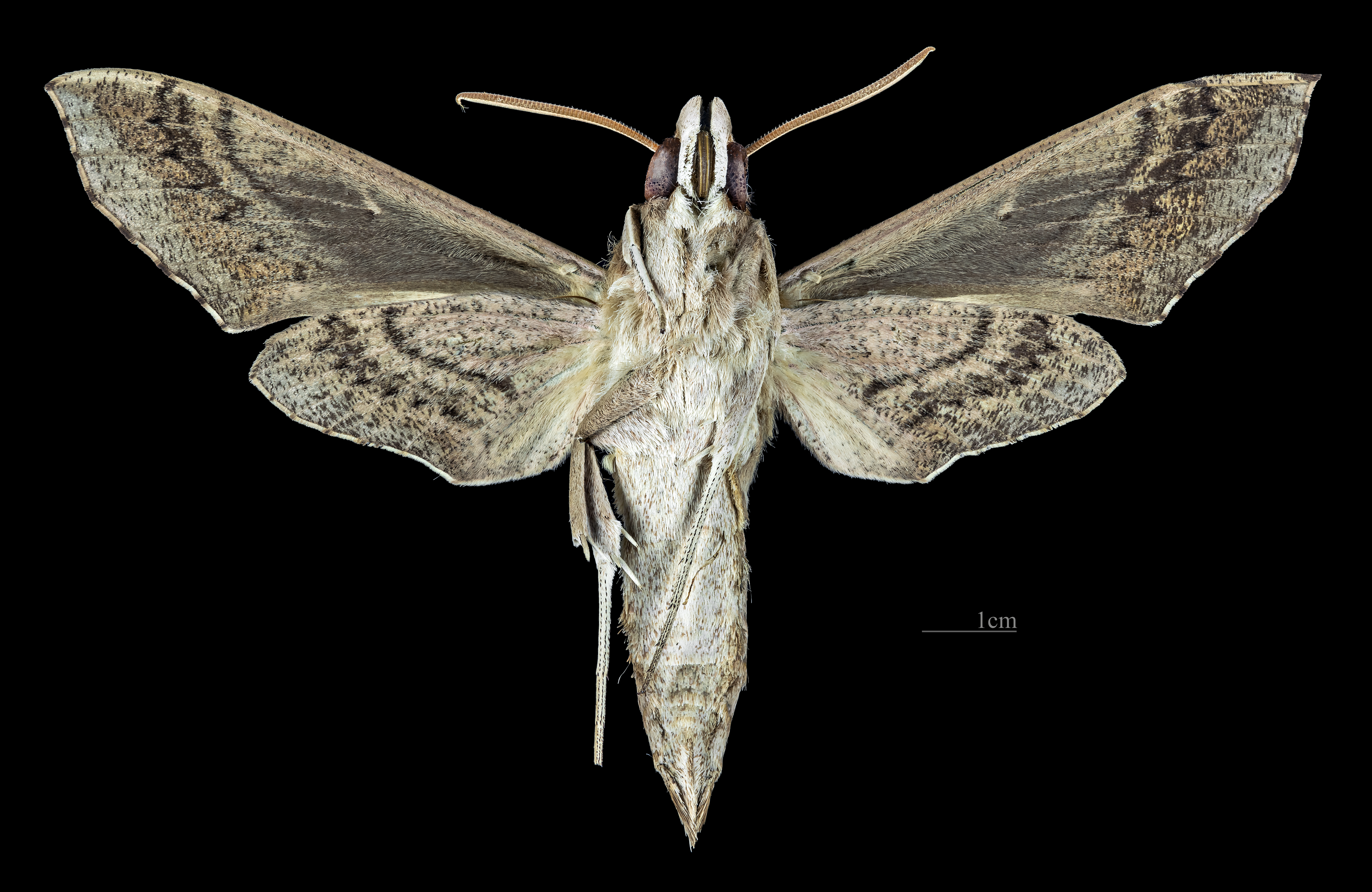
Revers du mâle.
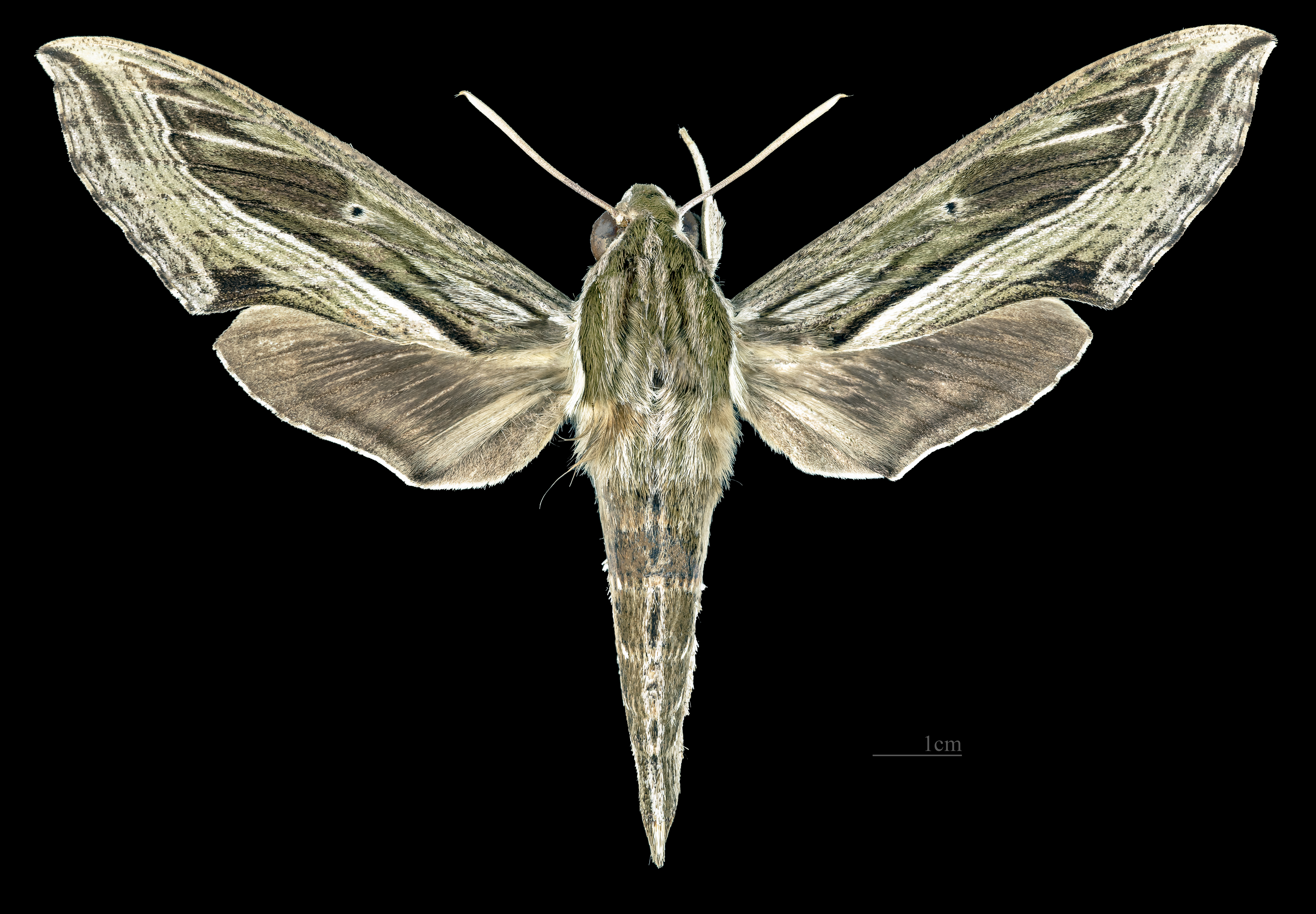
Apers de la femelle.
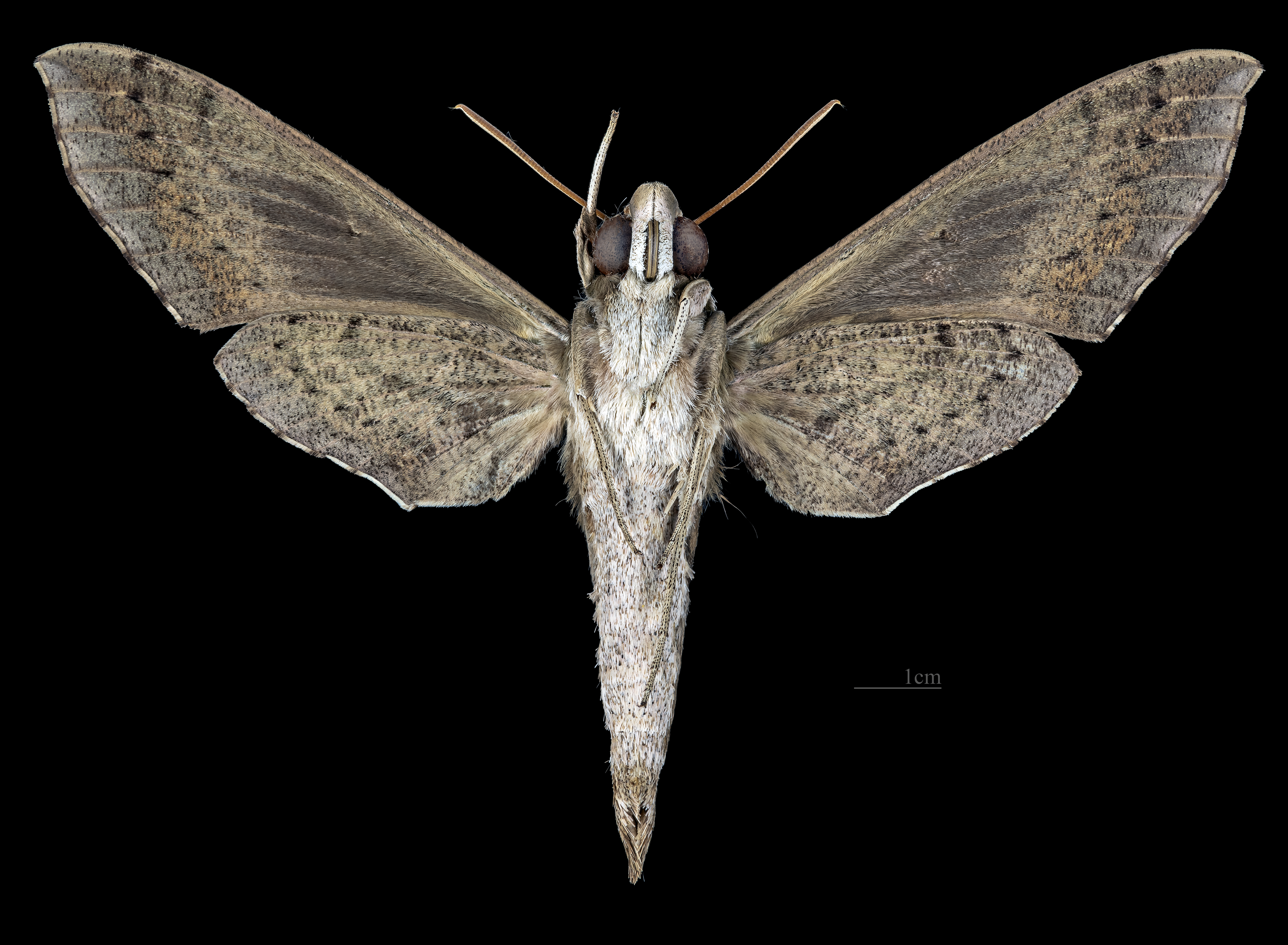
Revers du femelle.

### Chenille
Le dernier stade se présente sous deux formes : verte et vert très sombre. Les stades antérieure sont vert pâle ou bruns avec des points noirs dorsaux. Il y a une ocelle sur le quatrième somite qui est bleu centré avec du jaune dans la forme verte. Un anneau noir ocre est présent sous forme brune. Il y a une ligne subdorsale du cinquième au onzième somite. Le cor est violacé sous la forme verte.

## Répartition et habitat
L'espèce est connue dans les tropiques indo-australiens de l'Inde, au Sri Lanka età  l'est jusqu'aux Fidji et en Nouvelle-Calédonie, au nord jusqu'à Hong Kong, Taïwan, Sumatra, au sud du Japon et au nord de l'Australie.

## Biologie et écologie
Il y a plusieurs générations par an à Hong Kong, avec des imagos de mars à novembre, avec des pics à la fin mars, mai et début octobre.
Des chenilles ont été observées sur les espèces d’Araceae, de Convolvulaceae, de Nyctaginaceae et de Rubiaceae, notamment des espèces d’Ipomoea, de Boerhavia et de Morinda.

## Systématique
L'espèce Hippotion velox a été décrite par le naturaliste danois Johan Christian Fabricius en 1793, sous le protonyme Sphinx velox.

### Synonymie
- Sphinx velox Fabricius, 1793 protonyme
- Sphinx vigil Guérin-Méneville, 1843[3]
- Panacra lignaria Walker, 1856[4]
- Sphinx phoenyx Herrich-Schäffer, 1856[5]
- Chaerocampa swinhoei Moore, 1866[6]
- Choerocampa yorkii Boisduval, 1875
- Panacra lifuensis Rothschild, 1894[7]
- Panacra griseola Rothschild, 1894[8]
- Panacra rosea Rothschild, 1894[9]
- Panacra pseudovigil Rothschild, 1894[8]
- Hippotion obanawae Matsumura, 1909
- Hippotion beddoesii Clark, 1922
- Hippotion noel Clark, 1923
- Hippotion tainanensis Clark, 1932
- Hippotion taiwanensis Riotte, 1975
- Hippotion japenum Riotte, 1994[10]